# Talisia floresii
Talisia floresii är en kinesträdsväxtart som beskrevs av Standley. Talisia floresii ingår i släktet Talisia och familjen kinesträdsväxter. Inga underarter finns listade i Catalogue of Life.